# Konvektivna zona
Konvektivna ili provodna zona je spoljašnji sloj zvezdane unutrašnjosti u kojoj se energija prenosi konvekcijom kada se toplija zvezdana plazma pomera ka višim slojevima, a niža pada na dno zone. Kod Sunca obuhvata zonu od oko 70% Sunčevog poluprečnika ka površini, nadovezujući se na radijativnu zonu preko tahoklina.

## Provođenje energije
U konvektivnoj zoni materija je izrazito hladnija od temperature u radijativnoj zoni. Na toj temperaturi atomi apsorbuju energiju, ali je temperatura nedovoljno visoka i materija nije gotovo gusta, tako da atomi ne otpuštaju energiju. Na ovim temperaturama provođenje radijacijom opada eksponencijalno, a najefikasnije provođenje toplote je konvekcija i postoji dovoljno veliki gradijent temperature (temperatura se kreće od 2 miliona Kelvina na početku, do oko 5,5 hiljada Kelvina na kraju) za javljanje intramolekulskih sila i unutar njih jonskih veza.
Konvekcija je vrsta prenošenja energije kroz materiju koje se može uporediti sa ključanjem vode. Toplija materija se podiže i podizanjem se hladi oslobađajući energiju, a hladnija materija ponovo pada na dno i postupak se ponavlja. U konvektivnoj zoni se toplija materija koja se nalazi kod završetka radijativne zone, hlađenjem podiže ka vrhu konvektivne zone. Stigavši do vrha, ohlađena materija polako kreće da se spušta ka dnu. Ovakvim procesom se kroz zonu ostvaruje kružno provođenje energije. Topli materijal prati direktnu putanju kroz konvektivnu zonu i energija se prenosi mnogo brže nego radijacijom. Energiji je potrebno 171 hiljada godina da prođe kroz radijativnu zonu, dok kroz konvektivnu prođe za nešto više od nedelju dana.
Temperatura Sunca opada udaljavajući se od centra, tako da su gasovi u ovoj oblasti manje jonizovani i zbog toga imaju veću mogućnost da apsorbuju fotone koji se dolaze iz radijativne zone. Energija se do fotosfere (vidljive površine Sunca) prenosi u ogromnim petljama gasova. Gubeći energiju na fotosferi sada relativno hladniji polako i dugo padaju nazad do donjeg dela konvektivne zone i postupak provođenja energije se ponavlja.

### Termodinamički opis postupka provođenja
Delovi gasa se pri prelasku sa višeg na niži pritisak šire i hlade u odnosu na novu okolinu i time imaju veću gustinu u odnosu na okolni gas. Pri nedostatku potiska, taj gas će se polako spuštati ka dnu.
Međudim, kod dovoljno velikog gradijenta temperature, gas će imati jako veliki toplotni kapacitet (tj. temperatura će se širenjem menjati relativno polako), tako da će delovi gasa okruženi nešto nižim pritiskom ostati topli i manje gustine od okoline i nakon širenja i hlađenja. U ovakvim uslovima dolazi do potiska i gas će se kretati ka gore, sve više i više.

### Švarcšildov kriterijum
Švarcšildov kriterijum daje uslove pod uslovima stabilnosti kada nema konvekcije kroz određeni deo zvezde. Za gravitaciju g i toplotni kapacitet  na konstantnom pritisku, uslov stabilnosti je:
{\displaystyle -{\frac {dT}{dZ}}<{\frac {g}{C_{p}}}}

### Konvektivne zone kod drugih zvezda
Kod zvezda čije se mase nalaze između 1,3 i 10 masa Sunca, nuklearna fuzija vodonika u helijum vrši se u CNO ciklusu (ugljenik-azot-kiseonik), za razliku od proton-proton lanca. CNO proces je vrlo osetljiv na temperaturu, tako da temperatura sa vrlo vrućeg jezgra opada eksponencijalno. U provodnoj zoni, gorivo (vodonik) je izmešan sa helijumom koji je proizvod. Počeci konvektivne zone su termalnoj ravnoteži sa završetkom radijativne zone, ili tahoklinom, ako on postoji.
Za zvezde masa manjih od 10 masa Sunca, unutrašnji omotač zvezde sadrži sloj u kojem delimična jonizacija vodonika i helijuma povećava toplotni kapacitet. Relativno niska temperatura u ovoj oblasti spontano dovodi do ograničenja prolaza za teže elemente zbog strmog temperaturnog gradijenta. Sve to dovodi do formiranja konvektivne zone. Kod Sunca su gornji delovi konvektivne zone vidljivi sa Zemlje u vidu Sunčeve granulacije.

## Odnos sa drugim delovima unutrašnjosti Sunca
Jezgro i radijativna zona rotiraju drugačije nego konvektivna zona, jer se oni okreću uniformno poput čvrstog tela, dok je konvektivna zona okarakterisana diferencijalnom rotacijom.
Sunčeva radijativna zona se proteže od jezgra do 70% njegove dubine. Kod zvezda manjih od Sunca, temperature materije su manje, što za posledicu ima širu konvektivnu i užu radijativnu zonu. Kod najmanjih i najhladnijih zvezda, konvektivna zona se proteže čak od jezgra i one uopšte nemaju radijativnu zonu. S druge strane, kod većih i toplijih zvezda od Sunca raste radijativna zona, tako da kod najtoplijih zvezda energija nastala nuklearnim reakcijama u jezgru prenosi se samo zračenjem, a nema provođenja.

## Literatura
- Opšta astrofizika, Vukićević-Karabin Mirjana, Atanacković Olga, pp. 208, 2010, Zavod za udžbenike i nastavna sredstva  978-86-17-16947-1